# Liste der Präsidenten von Burundi

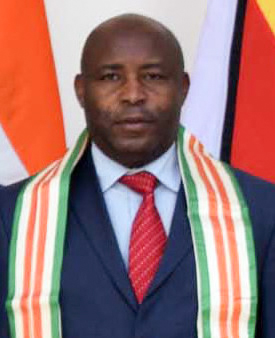
Évariste Ndayishimiye, Präsident seit 2020

Diese Liste gibt alle Staatsoberhäupter Burundis wieder, seit 1966 die Monarchie durch eine Republik ersetzt worden ist.
| Nr. | Name                        | Beginn der Amtszeit | Ende der Amtszeit        | Partei   |
| --- | --------------------------- | ------------------- | ------------------------ | -------- |
| 1   | Michel Micombero            | 28. November 1966   | 1. November 1976         | UPRONA   |
| 2   | Jean-Baptiste Bagaza        | 2. November 1976    | 3. September 1987        | UPRONA   |
| 3   | Pierre Buyoya               | 3. September 1987   | 10. Juli 1993            | UPRONA   |
| 4   | Melchior Ndadaye            | 10. Juli 1993       | 21. Oktober 1993 (†)     | FRODEBU  |
| –   | François Ngeze (Rebellion)  | 21. Oktober 1993    | 27. Oktober 1993         | UPRONA   |
| –   | Sylvie Kinigi (interim)     | 27. Oktober 1993    | 5. Februar 1994          | UPRONA   |
| 5   | Cyprien Ntaryamira          | 5. Februar 1994     | 6. April 1994 (†)        | FRODEBU  |
| 6   | Sylvestre Ntibantunganya    | 6. April 1994       | 25. Juli 1996            | FRODEBU  |
| (3) | Pierre Buyoya (2. Amtszeit) | 25. Juli 1996       | 30. April 2003           | UPRONA   |
| 7   | Domitien Ndayizeye          | 30. April 2003      | 26. August 2005          | FRODEBU  |
| 8   | Pierre Nkurunziza           | 26. Juli 2005       | 8. Juni 2020 (†) (1) (2) | CNDD-FDD |
| –   | Pascal Nyabenda (interim)   | 8. Juni 2020        | 18. Juni 2020            | CNDD-FDD |
| 9   | Évariste Ndayishimiye       | seit 18. Juni 2020  | amtierend                | CNDD-FDD |